# Banner 30
Banner 30 er en dansk bygget glasfiber-sejlbåd (kølbåd), som i 1978 blev skabt i et samarbejde mellem Niels Jeppesen (nuværende ejer af X-Yachts i Haderslev) og Ib Hauge Nielsen, som ejede Banner-værftet.

## Historie
Banner 30 viste sig hurtigt som en uhyre hurtig kapsejladsbåd. Den var én af de absolut første både, som lancerede et meget let skrog, kombineret med en relativ flad og bred hæk. De første 25 både blev udrustet med en blykøl, monteret på et cirka 15 cm dybt kølsvin. Senere både er alle udrustet med en jernkøl, som med en stor flanche er boltet igennem bunden. Både bygget efter 1986 er MK-II udgave. Disse adskiller sig blandt andet ved en lidt højere overbygning, som sikrer bedre ståhøjde, og en let ændring af indretningen om læ. 
Bådtypen har status som national standardklasse under Dansk Sejlunion.

## Udbredelse
Bådtypen er fremstillet i ca 100 eksemplarer. Ud over Danmark er den også udbredt i Norge, Sverige og Tyskland.

## Hoveddata
| Data                                   |            |
| -------------------------------------- | ---------- |
| Besætning                              | 4 - 5 mand |
| Længde                                 | 9,00m      |
| Bredde                                 | 2,8m       |
| Dybgang                                | 1,65m      |
| Deplacement                            | 2,5t       |
| Storsejl                               | 22,5kvm    |
| Fok                                    | 13,5kvm    |
| Genoa                                  | 23,5kvm    |
| Spiler                                 | 65kvm      |
| DH Mål (2013) \|\| GPH:624,6 TCC:1,137 |            |

## Ekstern henvisning
- Banner-30 klubben Arkiveret 25. oktober 2020 hos  Wayback Machine